# Jamie Cureton
Jamie Cureton (Bristol, Inglaterra, 28 de agosto de 1975) es un exfutbolista inglés. Jugaba de delantero y su último equipo fue el Cheltenham Town de Inglaterra.

## Clubes
| Club                   | País          | Año       |
| ---------------------- | ------------- | --------- |
| Norwich City           | Inglaterra    | 1994-1995 |
| AFC Bournemouth        | Inglaterra    | 1995-1996 |
| Bristol Rovers         | Inglaterra    | 1996-2000 |
| Reading FC             | Inglaterra    | 2000-2003 |
| Busan I'Park           | Corea del Sur | 2003-2004 |
| Queens Park Rangers FC | Inglaterra    | 2004-2005 |
| Swindon Town           | Inglaterra    | 2005      |
| Colchester United      | Inglaterra    | 2005-2006 |
| Swindon Town           | Inglaterra    | 2006      |
| Colchester United      | Inglaterra    | 2006-2007 |
| Norwich City           | Inglaterra    | 2007-2008 |
| Barnsley FC            | Inglaterra    | 2008-2009 |
| Norwich City           | Inglaterra    | 2009      |
| Shrewsbury Town        | Inglaterra    | 2010      |
| Exeter City            | Inglaterra    | 2010-2011 |
| Leyton Orient          | Inglaterra    | 2011-2012 |
| Exeter City            | Inglaterra    | 2012-2013 |
| Cheltenham Town        | Inglaterra    | 2013-2015 |